# Nematus disparoides
Nematus disparoides är en stekelart som först beskrevs av Lindqvist 1969.  Nematus disparoides ingår i släktet Nematus, och familjen bladsteklar. Arten är reproducerande i Sverige.